# أوستانا
أوستانا هي كومونا (بلدية) في مقاطعة كونيو في منطقة بيدمونت الإيطالية، وتقع على بعد حوالي 60 كيلومتر (37 ميل) جنوب غرب تورينو وحوالي 45 كيلومتر (28 ميل) شمال غرب كونيو. ويستمر عدد سكانها في الانخفاض، فقد سجلت في يناير 2016 ولادتها الأولى منذ الثمانينيات.
وتقع أوستانا على حدود البلديات التالية: Bagnolo Piemonte و Barge و Crissolo و Oncino وPaesana .

## جائزة أوستانا
في بداية شهر يونيو من كل عام، تستضيف المدينة جائزة أوستانا - كتابات باللغة الأم [بالإيطالية: Ostana Premio Scritture في Lingua Madre ]. إنها جائزة سنوية ومبادرة ثقافية تنظمها بلدية أوستانا والجمعية الثقافية Chambra d'Oc. وهي مخصصة للغات والمؤلفين الأدبيين الذين يستخدمون في أعمالهم «اللغة الأم»، وهي لغة أقلية في الوقت الحاضر من الانتماء الإقليمي. وقد بدأ الحدث في عام 2008 ويقام في أوستانا، وهي بلدية في فالي بو (إيطاليا)، كل عام في بداية يونيو. وهذا الحدث مفتوح للجمهور مع الدخول المجاني.   

## الأحداث البارزة
في كانون الثاني 2016، استقبلت المدينة مولودها الأول منذ 28 عامًا. 